# NGC 2131
NGC 2131 est une galaxie irrégulière de type magellanique. NGC 2131 a été découverte par l'astronome britannique John Herschel en 1835.

## Caractéristiques
Sa vitesse par rapport au fond diffus cosmologique est de 1 757 ± 10 km/s, ce qui correspond à une distance de Hubble de 25,9 ± 1,8 Mpc (∼84,5 millions d'al).
La classe de luminosité de NGC 2131 est V-VI et elle présente une large raie HI.